# Don Mancini
George Donald Mancini (Estados Unidos; 25 de enero de 1963) es un guionista y director de cine y televisión estadounidense, notable por la franquicia Child's Play.

## Vida personal
Mancini es gay. Ha descrito la incorporación consciente de elementos queer en las películas de Child's Play; sus experiencias como un hombre gay, incluido el acoso y el abuso de su padre a causa de ello, influyeron en la dirección creativa de Mancini para la serie de televisión Chucky, que presenta a un protagonista gay.

## Filmografía

### Cine
| Año  | Título                 | Director | Guionista | Productor ejecutivo | Notas                                       |
| ---- | ---------------------- | -------- | --------- | ------------------- | ------------------------------------------- |
| 1988 | Cellar Dweller         | No       | Sí        | No                  | Acreditado como Kit Du Bois                 |
| 1988 | Child's Play           | No       | Sí        | No                  | Coescritor junto a Tom Holland y John Lafia |
| 1990 | Child's Play 2         | No       | Sí        | No                  |                                             |
| 1991 | Child's Play 3         | No       | Sí        | No                  |                                             |
| 1998 | La novia de Chucky     | No       | Sí        | Sí                  |                                             |
| 2004 | Seed of Chucky         | Sí       | Sí        | No                  | Debut como director                         |
| 2013 | La maldición de Chucky | Sí       | Sí        | No                  |                                             |
| 2017 | Culto a Chucky         | Sí       | Sí        | Sí                  |                                             |

### Televisión

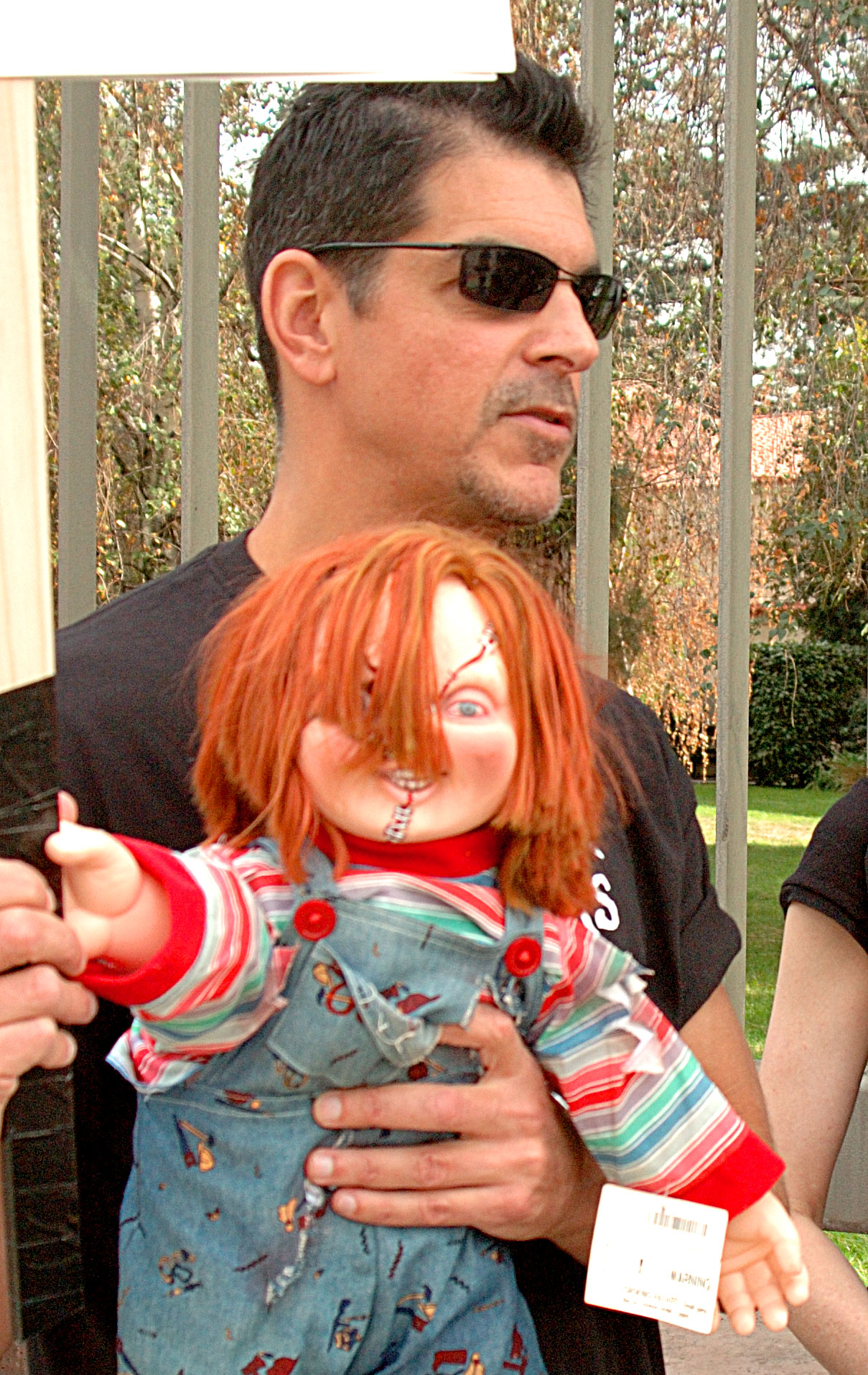
Mancini sosteniendo un muñeco de Chucky en 2007.

| Año     | Título               | Director | Escritor | Productor  | Notas                                            |
| ------- | -------------------- | -------- | -------- | ---------- | ------------------------------------------------ |
| 1990    | Tales from the Crypt | No       | Sí       | No         | Episodio: «Fitting Punishment»                   |
| 2015    | Hannibal             | No       | Sí       | Sí         | Escritor (2 episodios) / Productor (8 episodios) |
| 2016-17 | Channel Zero         | No       | Sí       | Supervisor | Escritor (3 episodios) / Productor (6 episodios) |
| 2021-24 | Chucky               | Sí       | Sí       | Ejecutivo  | Creador                                          |

## Premios
| Premio                   | Categoría                                  | Trabajo nominado                                   | Resultado |
| ------------------------ | ------------------------------------------ | -------------------------------------------------- | --------- |
| Premios Saturn           | Mejor guion (con Tom Holland y John Lafia) | Child's Play (1988)                                | Nominado  |
| Premios Saturn           | Mejor escritor                             | Bride of Chucky (1998)                             | Nominado  |
| Premios Saturn           | Premio de reconocimiento especial          | Cult of Chucky (2017) y la franquicia Child's Play | Ganador   |
| Fangoria Chainsaw Awards | Mejor guion                                | Bride of Chucky (1998)                             | Nominado  |